# Hayseed Dixie
Hayseed Dixie es un grupo musical estadounidense de bluegrass,también llamada Dixie (sureña). Interpretan una mezcla de versiones de hard rock y composiciones propias en clave de música bluegrass con toques de rock. Se autodenominan «Hillbilly rockers» (que se puede traducir al castellano como «rockeros paletos»).
Su nombre original era AC/Dixie, tributo a AC/DC (en inglés, la pronunciación de «AC/Dixie» y «AC/DC» es muy parecida), pero lo terminaron cambiando por Hayseed Dixie (cuya pronunciación sigue siendo muy parecida a la de «AC/DC»).

## Historia
Son originarios del valle de Deer Lick Holler, en las montañas Apalaches. La leyenda cuenta que este grupo de músicos, que crecieron incomunicados en su pueblo tocando bluegrass tradicional, se toparon un día con un forastero que tuvo un accidente de auto en el lugar. Cuando llegaron a socorrerlo se encontraron, además del cadáver del conductor, con unos discos de vinilo de un grupo desconocido para ellos, AC/DC. Fue a partir de entonces cuando decidieron grabar un disco con esas canciones, pero interpretadas al estilo bluegrass. Así es como nació A Hillbilly Tribute to AC/DC
Con A Hillbilly Tribute to AC/DC (Dualtone, 2001), su primer álbum, se pusieron en el mapa de la música estadounidense. El disco llegó al puesto 47 en las listas Billboard de álbumes de country y llegó al puesto 14 en las listas de álbumes por internet. Ese mismo 2001 iniciaron una gira que les llevó a dar más de 300 conciertos en 3 años y vender 200.000 copias de su debut. Durante el camino aparecieron A Hillbilly Tribute to Mountain Love (Dualtone, 2002) y Kiss My Grass: A Hillbilly Tribute to Kiss (Dualtone, 2003).
En 2004 iniciaron su primera gira por las islas británicas (tocaron en Escocia, Inglaterra, Gales e Irlanda), para lo que se editó en el Reino Unido Let There Be Rockgrass (Dualtone), que contenía temas aparecidos en sus anteriores trabajos, tomas en directo y nuevas versiones. El álbum contó con distribución europea.
En 2005 llegó su quinto trabajo A Hot Piece of Grass, editado esta vez en Cooking Vinyl. Ese año fue el de su desembarco definitivo en Europa,dando, entre 2005 y 2006, más de 200 conciertos. Entre otros lugares, actuaron en el Festival de Glastonbury, en el Festival de Folk de Cambridge y en el Festival Loopallu (Escocia). Su aparición en Glastonbury fue televisada por la cadena de televisión BBC 2.
En 2007 apareció Weapons of Grass Destruction (Cooking Vivnyl) y una nueva gira, tocando, entre otros sitios, en el Download Festival y en el Festival de Roskilde.
En 2008 la banda publicó su primer disco íntegramente formado por composiciones propias, No Covers. Una nueva gira europea les llevará durante el verano a Irlanda, Inglaterra, Holanda, Alemania y España, donde participaron en el Azkena Rock Festival.

## Miembros

### Formación actual
- Barley Scotch (John Wheeler) – Voz, guitarra, violín
- 'Reverend' Don Wayne Reno – Banjo
- 'Deacon' Dale Reno – Mandolina, guitarra
- Jake "Bakesnake" Byers – Bajo

### Otros miembros
- Cooter Brown (Rusty Horn) – Guitarra
- Kletus (Kurt Carrick) – Bajo
- Wilson Cook (Mike Daly) – Dobro
- Jason D Smith – Bajo
- Jeff Williams – Bajo
- Chad Mize – Bajo

## Discografía

### Álbumes
- A Hillbilly Tribute to AC/DC (Dualtone, 2001)
- A Hillbilly Tribute to Mountain Love (Dualtone, 2002)
- Kiss My Grass: A Hillbilly Tribute to Kiss (Dualtone, 2003)
- Let There Be Rockgrass (Cooking Vinyl, 2004)
- A Hot Piece of Grass (Cooking Vinyl, 2005)
- Weapons of Grass Destruction (Cooking Vinyl, 2007)
- No Covers (Cooking Vinyl, 2008)
- Killer Grass (Cooking Vinyl, 2010)

### Sencillos y EP
- You Wanna See Something REALLY Scary? (Cooking Vinyl, 2006). EP.